# JCRファーマ
JCRファーマ株式会社は、兵庫県芦屋市に本社を置く医薬品メーカー。東証プライム上場。

## 沿革
- 1975年9月 - 日本ケミカルリサーチ株式会社設立。
- 1985年7月 - 東京事務所を設置。
- 1992年10月 - 日本証券業協会（現・ジャスダック）に店頭銘柄として登録。
- 1993年6月 - 本社を芦屋の現在地に移転。
- 1995年3月 - 大阪証券取引所市場第2部上場。
- 2009年12月 - グラクソ・スミスクライングループと提携。
- 2011年3月 - 東京証券取引所市場第2部上場。
- 2013年11月 - 東京証券取引所市場第1部指定替え。
- 2014年1月1日 - JCRファーマ株式会社へ商号変更。
- 2015年9月 - 日本初の他家由来 再生医療等製品「テムセル®HS注」製造販売承認取得。
- 2016年4月 - 治験薬製造センターおよびセルプロセッシングセンター（神戸市西区）を開設。
- 2016年8月 - 遺伝子組換えヒト成長ホルモン製剤「グロウジェクト® 」液状製剤の製造販売承認取得。
- 2017年9月 - メディパルホールディングスと業務資本提携契約を締結。
- 2018年1月 - JCR USA, Inc.を設立。
- 2018年9月 - ファブリー病治療酵素製剤「アガルシダーゼ ベータBS点滴静注JCR」製造販売承認取得。
- 2019年9月 - 持続型赤血球造血刺激因子製剤「ダルベポエチン アルファBS注JCR」製造販売承認取得。
- 2021年 - イギリス製薬大手のアストラゼネカの日本国内向けCOVID-19ワクチンの9,000万回分（4,500万人分）を生産する予定[1]。

## 事業所
- 本社：兵庫県芦屋市春日町3-19

その他、本社・阪神本線打出駅周辺に複数の事務所に分散
- 東京事務所：東京都港区西新橋3-3-1 KDX西新橋ビル5階
- 研究所：神戸市西区室谷2-2-9
- バイオリサーチセンター：神戸市西区室谷1-5-4
- 神戸工場：神戸市西区室谷1-6-6
- 室谷工場：神戸市西区室谷1-2-3
- 神戸原薬工場：神戸市西区室谷2-2-10
- 西神工場：神戸市西区高塚台3-2-61